# THE BAWDIES A GO-GO!!
『THE BAWDIES A GO-GO!!』（ザ・ボゥディーズ・ア・ゴーゴー!!）は2010年5月から2014年3月までスペースシャワーTVで放送されていた音楽番組である。

## 概要
- THE BAWDIESが毎月色んな事に挑戦する番組。
- 番組の最後にはAfter School Sessionという毎月テーマに合わせてメンバーが1曲セレクトするコーナーがある。

## 放送時間

### 現在の放送時間
2012年4月から
初回放送
- 毎週火曜日:20:30〜20:45

リピート放送（2012年6月から）
- 水:24:30〜
- 日:24:15〜

### 過去の放送時間
2010年4月から2011年3月までは『スペチャ! SPACE SHOWER MUSIC CHART SHOW』のコーナーとして放送されていた。

2011年4月から
初回放送
- 毎週木曜日:20:45〜21:00

リピート放送（2011年10月から）
- 土:19:45〜
- 日:26:45〜
- 月:24:45〜

リピート放送（2012年4月から）
- 木:24:30〜
- 金:26:00〜
- 日:24:00〜